# Isla Talchichilte
Isla Talchichilte är en ö i Mexiko. Den ligger i bukten Bahía Santa María och tillhör kommunen Angostura i delstaten Sinaloa, i den västra delen av landet.